# 每一分鐘都有一個傻子誕生
每一分鐘都有一個傻子誕生（英語：There's a sucker born every minute）是19世紀美國表演者費尼爾司·泰勒·巴納姆密切相關的一句話。雖然沒有證據表明他真的說過，但它的早期使用例子是在賭徒和信任骗局中找到的。

## 外部連結
- 维基语录上有关費尼爾司·泰勒·巴納姆的语录